# Рокотово (Тверская область)
Рокотово — деревня в Торопецком районе Тверской области России. Входит в состав Кудрявцевского сельского поселения.

## География
Расположена в 40 км к от Торопца. Основная река — Добша, озеро — Большое (Морозовское).

## История
Среди местных жителей когда-то существовала легенда том, что Рокотово — старинная дворянская усадьба барина Рокотова, который был знаком с А. С. Пушкиным. Рокотов обожал Пушкина и своё родовое гнездо оформил, скопировав стиль и дизайн усадьбы Пушкина в селе Михайловское. Говорили, что Пушкин очень недолюбливал Рокотова и избегал с ним встреч. Так это или нет — неизвестно, но липовая аллея в деревне Рокотово, пруд «с островом уединения», расположение барского дома очень сильно напоминают пушкинские места. Возраст лип, определённый специалистами, — примерно 180—190 лет. Никаких документальных подтверждений история не имеет, их никто и не искал.
Рокотово — место гибели военного комиссара Торопецкого уезда В. Т. Кудрявцева, инструктора уездного земельного отдела Семенова и военрука волости Иванова. 29.11.1918 г. они были застрелены из ружья во время мятежа кулаков. В то время Рокотово было волостным центром Торопецкого уезда. Позднее колхоз, организованный на месте гибели комиссара, назвали «Кудрявцевским».

## Население
Население — 28 жителей (2011 год). В 1996 году было 52 жителя.
В 1930-е годы в деревне Рокотово жил Владимир Андреевич Алмазов (1931 года рождения), позднее ставший известным кардиологом, его мать работала учительницей начальных классов в Рокотовской школе. Имя Алмазова носит Федеральный Центр сердца, крови и эндокринологии в городе Санкт-Петербурге.

## Достопримечательности

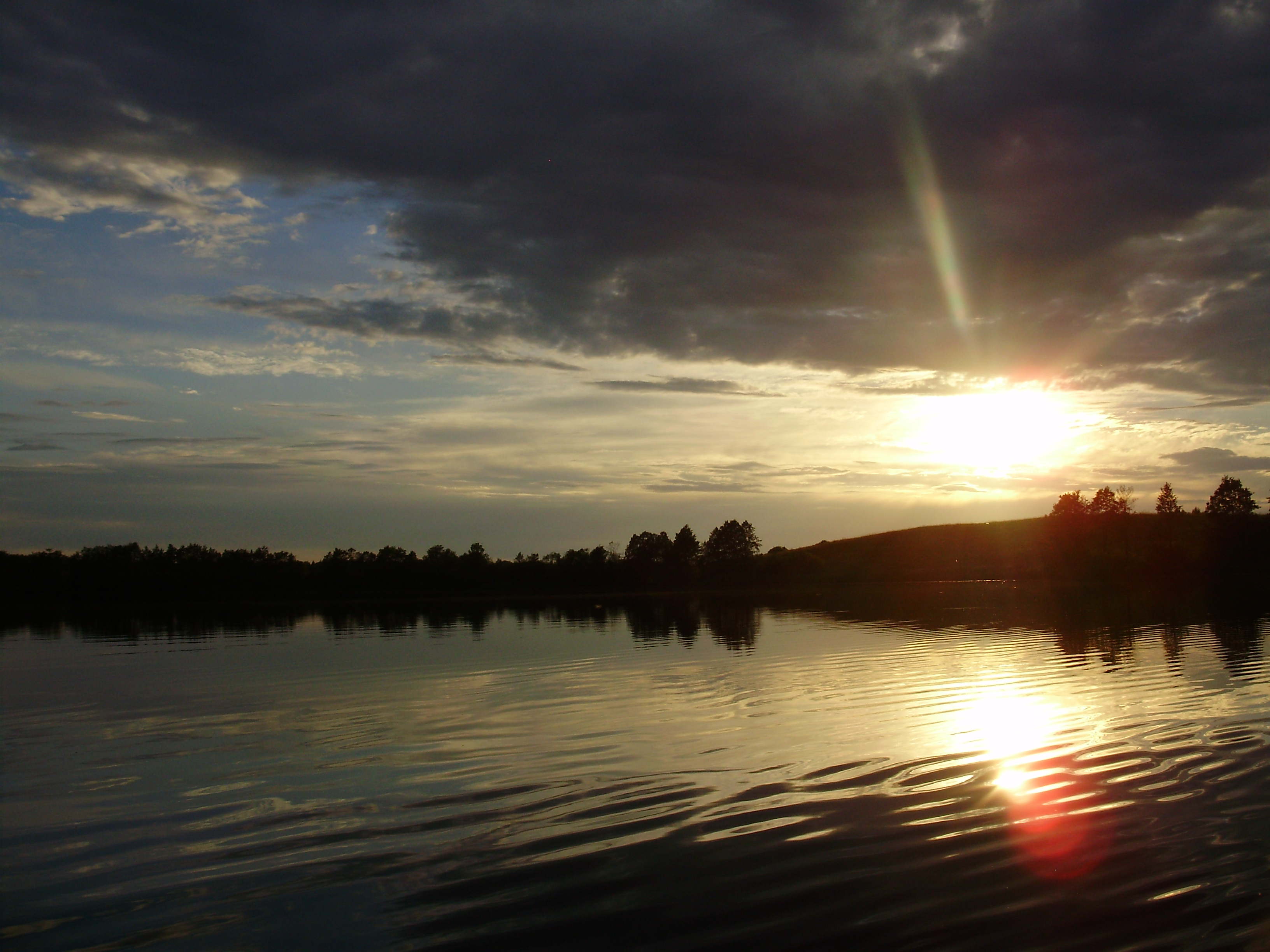
Озеро Большое

- Озеро Большое (Морозовское), на берегу которого можно увидеть 2 сопки неизвестного происхождения. По одной из легенд там зарыт клад, по другой — во время одного из сражений стороны противников за ограниченное время должны были в касках приносить землю, чья сопка оказалась большей — тот и выиграл.
- Памятник на братской могиле воинов, погибших в годы Великой Отечественной войны при защите деревни и окрестностей.
- Дом барина Рокотова до наших времен не сохранился, частично сохранен барский сад и пруд.
- Мемориальная доска В. Т. Кудрявцеву на месте его гибели.
- Круглый пруд с островом.
- Рокотовский бор.